# قبر بابا ملهود
قبر بابا ملهود مربوط به دوران‌های تاریخی پس از اسلام است و در شهرستان املش، بخش رانکوه، روستای شیرچاک علیا واقع شده و این اثر در تاریخ ۲ آبان ۱۳۸۲ با شمارهٔ ثبت ۱۰۶۲۳ به‌عنوان یکی از آثار ملی ایران به ثبت رسیده است.